# Gobiomorphus australis
Gobiomorphus australis  (лат.) — вид лучепёрых рыб из семейства элеотровых (Eleotridae). Эндемик Австралии. Максимальная длина тела 18 см.

## Описание
Тело удлинённое, в задней части сужается и несколько сжато с боков. Голова большая, рыло закруглённое. Маленькие глаза расположены на верхнем профиле головы. Межглазничное пространство узкое и плоское. Рот косой, направлен вверх. Мелкие и заострённые зубы на обеих челюстях расположены полосками. На щеках и жаберных крышках, а также вокруг края предкрышки и с каждой стороны рыла до области над глазами проходят линии мелких сосочков. Край предкрышки с 3—5 крупными порами. Первый спинной плавник с 6—8 жёсткими гибкими лучами, с закруглённым краем и глубокими выемками между лучами. Второй спинной плавник с одним колючим и 8 мягкими лучами, задние лучи самые длинные. Анальный плавник с 1 колючим и 8 мягкими лучами расположен напротив второго спинного и сходен с ним по форме. Грудные плавники большие, широкие, закруглённые, с 14—16 мягкими лучами. Заострённые брюшные плавники с одним жёстким и 5 мягкими лучами, не образуют брюшной присоски; их основания сближены, но не соединены. Задние лучи второго спинного и анального плавников и четвертый луч брюшного плавника более длинные у самцов. Хвостовой плавник закруглённый.
Верхняя часть тела и головы от шоколадно-коричневого до тёмно-серого, нижняя часть тела кремовая или серая. По бокам тела проходит 5—7 тёмных полос от задней части грудного плавника до основания хвостового плавника, различающихся по интенсивности. Плавники с каштановыми пятнами, первый спинной с 2 рядами, второй с 4—6 рядами; хвостовой плавник с 6—10 вертикальными рядами, образующими волнистые вертикальные полосы. Анальный, грудной и брюшной плавники желтовато-серого цвета, иногда со слабыми серыми или фиолетовыми полосами. В нерестовый сезон окраска становится более интенсивной, с зеленовато-золотым фоном по бокам, жёлтым в более светлых областях и небольшими фиолетовыми или пурпурными пятнами на большей части тела.
Максимальная длина тела 18 см, обычно до 12 см.

## Биология
Обитают в пресноводных водоёмах от быстротекущих ручьев, до озер и лагун с мутной водой. В основном встречаются в коротких прибрежных ручьях, иногда чуть выше по течению. Обладают способностями к передвижению вне воды и могут преодолевать влажные каменистые поверхности порогов и водопадов. Молодь в течение определённого времени обитает в эстуариях, обычно вблизи затопленных скал, брёвен и среди водной растительности.
Питаются водными насекомыми, моллюсками и ракообразными. В рацион крупных особей входят также мелкие рыбы.
Самки и самцы G. australis впервые созревают при длине тела 6—7,5 см. Нерестятся в конце лета — начале осени при температуре около 21°С. Икра откладывается однородным компактным слоем на твёрдые поверхности, такие как камни и брёвна. Самец охраняет кладку и ухаживает за икрой в течение примерно четырёх дней до вылупления личинок. После вылупления личинки сносятся вниз по течению к устьям рек. Молодь, проведя несколько месяцев в морской воде, возвращаются в пресноводные водоёмы.

## Ареал
Эндемик Австралии. Распространены в восточной Австралии от реки Пионер около города Маккай (Квинсленд) до востока Виктории.